# Kugelblitz (arme)
Le Flakpanzer IV Kugelblitz est un véhicule blindé antiaérien allemand développé à la fin de la Seconde Guerre mondiale. Il semble qu'un  seul prototype fut construit .

## Histoire
À la fin de la Seconde Guerre mondiale, l'armée allemande demande des véhicules équipés d'armes antiaériennes pour contrer les attaques de l'aviation alliée qui domine l'espace aérien. La conception du Kugelblitz se fait durant l'année 1944 et sa fabrication devait débuter en fin d'année, malgré des défauts majeurs, comme la presque impossibilité de repérer et viser une cible aérienne de l'intérieur d'une tourelle presque entièrement fermée. La désorganisation des moyens de production à la suite des bombardements aériens fit qu'au mieux un seul prototype fut achevé.
Sa tourelle était entièrement rotative et peu blindée ; elle ne protègeait que des tirs d'armes légères et des éclats d'obus. Elle était armée d'un Flakzwilling 38 (canons de 30 mm jumelés antiaériens). Ce type de tourelle, dont toute une partie pivote verticalement avec le canon, est appelé tourelle oscillante.
Le véhicule était basé sur le châssis du char Panzer IV ausf H ou J.
Le nom de ce véhicule antiaérien vient de la forme de sa tourelle oscillante qui a une forme de boule (Kugel = « boule » en allemand) dans laquelle sont placés le canon et le tireur, ce qui permet une bonne protection de ce dernier et un débattement vertical optimal du canon.

## Survivants
Aujourd'hui, une tourelle complète de Kugelblitz est exposée à la Lehrsammlung der Heeresflugabwehrschule (collection de l'école de l'armée allemande anti-aérienne) à Rendsburg.
Un berceau de Kugelblitz incomplète existe aussi (sans la tourelle) mais appartient à une collection privée.